# Strombidiida
Strombidiida es un grupo de ciliados fagótrofos, herbívoros, mixótrofos, apendiculares, que forman parte del plancton marino o lacustre y que son comunes en las áreas costeras del mundo, incluyendo las proximidades del hielo polar.
Es característico la presencia de especies cleptoplásticas, es decir, que secuestran los plastos de las microalgas que consumen. Esto se observa en géneros como Strombidium y Tontonia, por lo que se consideran mixótrofos. Los plastos pueden encontrarse por cientos situados hacia la periferia celular, están rodeados por unas tres membranas, en donde la tercera membrana provendría del ciliado. Los plastos se pueden degenerar y no se multiplican, por lo que se considera que no hay simbiogénesis (no hay integración genética). Estos plastos secuestrados pueden provenir de varios grupos marinos como Dinophyceae, Prymnesiophyceae, Diatomea o Chrysophyceae. En cambio en agua dulce, géneros como Limnostrombidium y Pelagostrombidium no retienen plastos.